# Stomolophus
Stomolophus Agassiz, 1862 è un genere di discomeduse diffuso nell'Atlantico occidentale e del Pacifico. È l'unico genere della famiglia Stomolophidae Haeckel, 1880.

## Tassonomia
In accordo con World Register of Marine Species, il genere Stomolophus è costituito da due specie:
- Stomolophus fritillarius Haeckel, 1880
- Stomolophus meleagris Agassiz, 1862

Precedentemente, anche la medusa di Nomura (Nemopilema nomurai) era inclusa in questo genere.